# Trifolium reflexum
Trifolium reflexum är en ärtväxtart som beskrevs av Carl von Linné. Trifolium reflexum ingår i släktet klövrar, och familjen ärtväxter.

## Underarter
Arten delas in i följande underarter:
- T. r. glabrum
- T. r. reflexum

## Bildgalleri

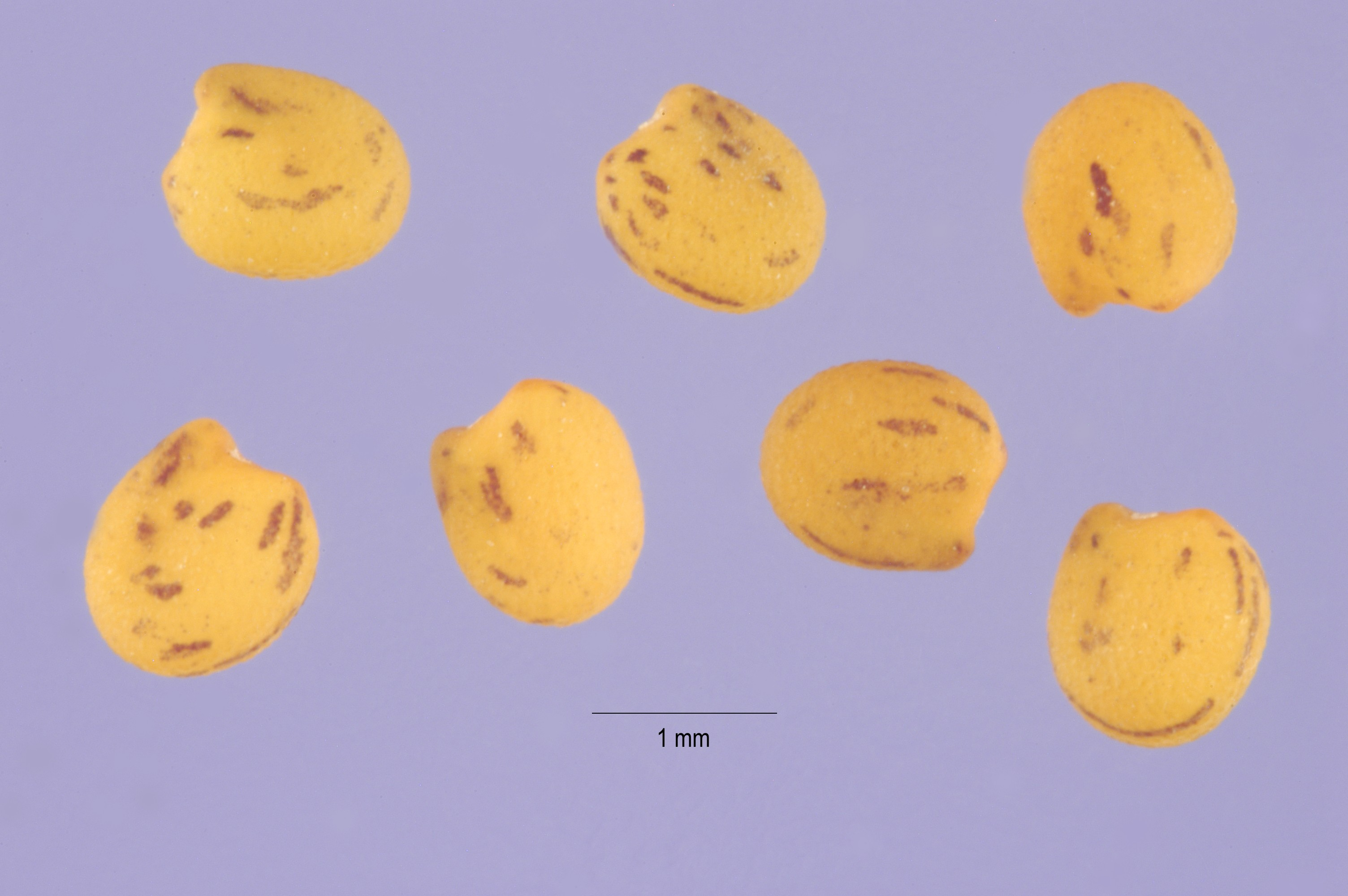